# يكة ألوية الأوراق
يكة ألوية الأوراق (الاسم العلمي: Yucca aloifolia) هي نوع من النباتات تتبع جنس اليكة من الفصيلة الهليونية.